# Pleasant Prairie (Wisconsin)
Pleasant Prairie – wieś w Stanach Zjednoczonych, w stanie Wisconsin, w hrabstwie Kenosha.